# Benjamin Franklin DeCosta

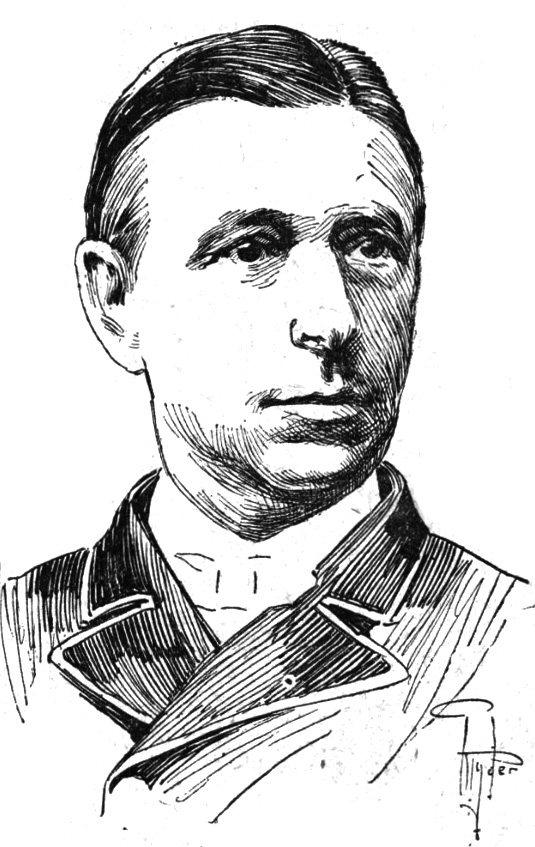

Benjamín Franklin DeCosta (Charlestown, Massachusetts, 10 de julio de 1831-Nueva York, 4 de noviembre de 1904) fue un clérigo y escritor histórico estadounidense.

## Biografía
Nació en Charlestown, Massachusetts, se graduó en 1856 en el Instituto Bíblico en Concord, Nuevo Hampshire (Más tarde, parte de la Universidad de Boston). Se convirtió en ministro de la Iglesia Episcopal en 1857, y durante los siguientes tres años fue rector, primero en North Adams y luego en Newton Lower Falls, Massachusetts.
Después de servir como capellán en la decimoctava Infantería Voluntaria de Massachusetts y en otro regimiento de ahí mismo, durante los dos primeros años de la Guerra Civil Americana, se convirtió en editor. Escribió The Christian Times (1863), The Episcopalian y The Magazine of American History.  Fue rector de la Iglesia de San Juan Evangelista en la ciudad de Nueva York desde 1881 y hasta 1899, momento en que renunció al convertirse al catolicismo.
Fue organizador y secretario de la Iglesia de Templanza Social; fundador y el primer presidente (1884-1899) de la rama estadounidense de la Sociedad de la Cruz Blanca. Se convirtió en una alta autoridad en principios de la cartografía de América y la historia del período de exploración. Murió en la ciudad de Nueva York en 1904.
Además de numerosas monografías, tuvo valiosas contribuciones a Justin Winsors sobre "historia narrativa y crítica de América", publicó El Precolombino Descubrimiento de América por los Hombres del Norte (1868); Los Hombres del Norte en Maine (1870); La Piedra Moabita (1871); El Rector de Roxburgh (1871), una novela bajo el pseudónimo de William Hickling; y Verrazano el explorador; siendo una reivindicación de su Carta y Voyage (1880). Murió en la ciudad de Nueva York en 1904.